# Emmy Drachmann
Emmy Drachmann (född Culmsee), född 1854, död 1928, var en dansk författare. Hon var hustru till Holger Drachmann och mor till Povl Drachmann.
Drachmann har förutom en mängd översättningar av tyska och ryska författare skrivit ett flertal romaner, däribland de självbiografiska Ingers Ægteskab (1910, svensk översättning 1911) och Mödre (1914). Hennes Erindringer (1925) innehåller viktiga bidrag till kunskapen om makens författarskap.